# 李平书
李平书（1854年—1927年12月23日），原名李安曾，又名李钟珏，字平书，号瑟斋，又号且顽，晚署且玩老人，祖籍苏州，江苏宝山高桥镇人（今属上海市浦东新区），中华民国银行家、政治人物。

## 生平
李平书晚清时以优贡入仕，曾任广东陆丰知县、新宁知县、遂溪知县等；1899年因支持民众反对法国侵占广州湾，被革除广东遂溪知县。1903年来到上海任江南制造局提调。其后，还曾任中国通商银行总董、华成保险公司经理、上海商团公会会长等职。1909年创办闸北水电公司并任经理。武昌起义后与同盟会联系，参与上海起义，在上海光复后任江苏民政司长兼上海民政总长。1912年7月10日，江蘇省政府取消沪军都督。8月31日，李平书担任的上海民政总长被撤销。1913年二次革命爆發後，袁世凯与租界当局合谋取消其租界居留权后前往日本，1916年回国。

## 銅像
李平書逝世後，上海各界爲表彰他的歷史功績，商討爲他鑄造銅像。1946年10月26日，由上海華商電器股份有限公司等集資，於城隍廟湖心亭舉行李平書銅像落成典禮。20世紀60年代初，李平書銅像被移至蓬萊公園，後於文化大革命中被毀。